# Вјачеслав Кравцов
Вјачеслав Кравцов (укр. В’ячеслав Кравцов; Одеса, 25. август 1987) је украјински кошаркаш. Игра на позицији центра, а тренутно наступа за Дњипро.

## Каријера
Кравцов је сениорску каријеру почео у екипи Кијева за који је наступао пет сезона. Након тога је одиграо две сезоне за Доњецк. 
У јулу 2012. потписао је уговор са Детроит пистонсима. 31 јула 2013. мењан је у Милвоки баксе, али су га они 29. августа мењали у Финикс сансе. Санси су га отпустили 1. маја 2014.
Сезону 2014/15. је провео у кинеском Фошану. Крајем септембра 2015. потписао је краткорочни уговор са московским ЦСКА, да би крајем децембра 2015. прешао у шпанску Сарагосу где се задржао до краја сезоне.

## Репрезентација
Кравцов је члан репрезентације Украјине, и са њима је наступао на два Европска првенства, 2011. у Литванији и 2013. у Словенији.

## Успеси

### Клупски
- Валенсија:
  - Првенство Шпаније (1): 2016/17.